# Ezoplana oxygona
Ezoplana oxygona är en plattmaskart som beskrevs av Tajika 1982. Ezoplana oxygona ingår i släktet Ezoplana och familjen Nematoplanidae. Inga underarter finns listade i Catalogue of Life.